# Rombaldo XIII. z Collalto
Rambold XIII. hrabě z Collalto (italsky Raimbald Hannibal di Collalto e San Salvatore, 21. září (?) 1579 (příp. 1575) Mantova – 19. prosince 1630 Chur) byl italský šlechtic, generál rakouské císařské armády, prezident dvorské vojenské rady a polní maršál z rodu Collalto.

## Život

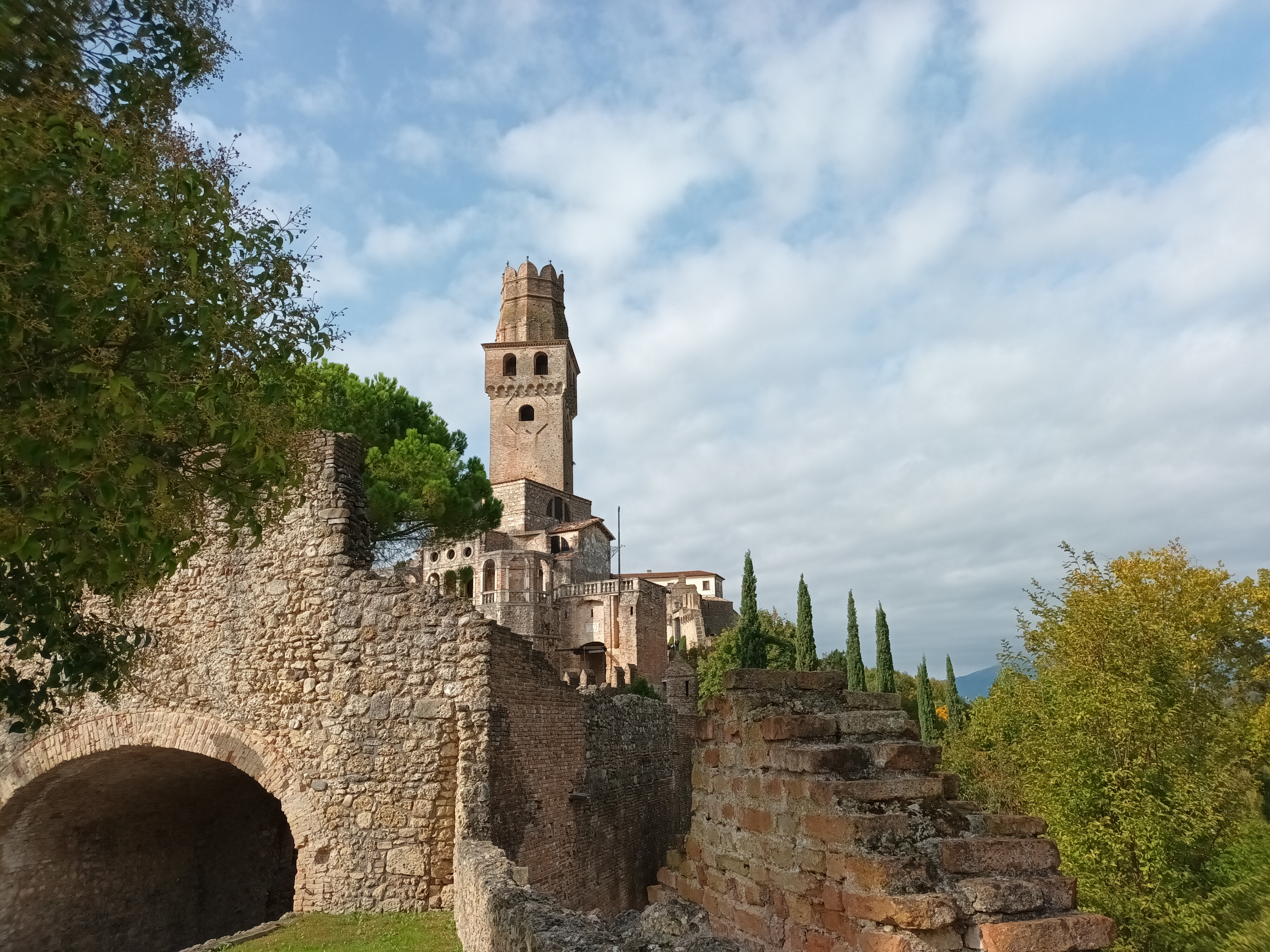
Castello di San Salvatore (provincie Treviso)

Narodil se jako syn benátského šlechtice a generála Antonia IV. z Collalta a Giulie Torelli z Mantovy, která pocházela z rodiny Marcantonia a Ippolity Gonzagových. Otec byl privilegovaným oligarchou, členem velké rady Benátské republiky. Rambold vyrostl na hradě Castello di San Salvatore, obklopeném vinicemi, poblíž obce Susegana v provincii Treviso. V roce 1595 byla práva rodiny omezena a majetek Montello zkonfiskován. Rombaldův otec a bratři Massimiliano II. a Vincinguerra IV. přesto zůstali v benátské armádě, ale Rombaldo odmítl jakoukoliv vojenskou službu pod insigniemi Benátek.
Rombaldo v pouhých šestnácti letech rodinu opustil, jako prostý voják vstoupil do armády Svaté říše římské. Vyznamenal se ve válce proti Osmanským Turkům v Uhrách, získal respekt generála Giorgia Basty a zejména v roce 1604 prokázal odvahu a vynalézavost při útoku na pevnost Szent Tamász v Ostřihomi. Dosáhl hodnosti plukovníka. V roce 1620 bojoval proti povstalcům Gabriela Betlena. V roce 1623 sloužil pod Tillym u Rýna a Mohanu. Od roku 1624 do roku 1630 byl prezidentem dvorské vojenské rady.
Byl prvním příslušníkem rodu, který se usadil na Moravě. Roku 1623 koupil konfiskátní panství Brtnici a Rudolec.
Po jmenování polním maršálem velel císařským jednotkám ve válce o dědictví mantovské proti Karlu z Nevers. Po dobytí Mantovy z děl tam ukořistěných dal odlít svícny do brtnického kostela., kde byly však všechny při následném požáru roztaveny. Roku 1626 se rovněž zmocnil uctívaného milostného obrazu Panny Marie Mantovanské, který byl po jeho smrti roku 1642 instalován na oltář do kostela Panny Marie Vítězné. 
Během turecké války onemocněl a zemřel roku 1630 ve švýcarském Churu.